# 梭子果
梭子果（学名：Eberhardtia tonkinensis）为山榄科梭子果属下的一个种。种加名 tonkinensis 意为越南“东京的”。